# 格拉斯许滕
格拉斯许滕是德国黑森州的一个市镇。总面积27.07平方公里，总人口5276人，其中男性2575人，女性2701人（2011年12月31日），人口密度195人/平方公里。